# Christiaen Gillisz. van Couwenbergh

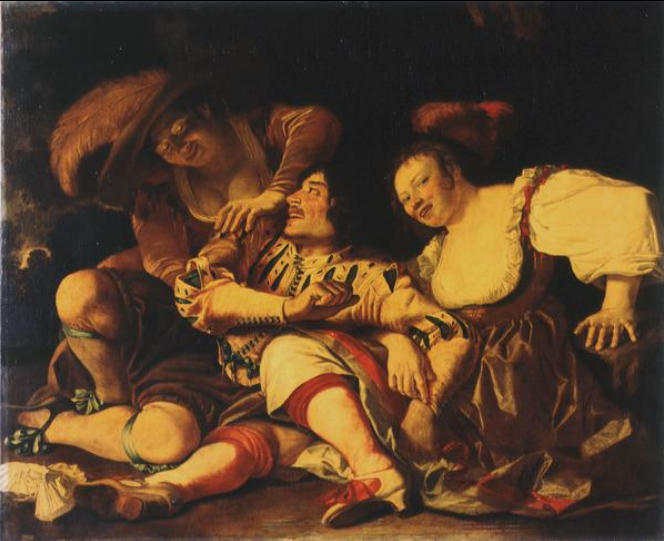
Christiaen van Couwenbergh: Der verlorene Sohn

Christiaen Gillisz. van Couwenbergh (* 8. Juli oder 8. September 1604 in Delft; † 4. Juli 1667 in Köln) war ein niederländischer Maler.

## Werdegang
Er wurde als Sohn des aus Mechelen stammenden Kupferstechers, Silberschmiedes und Kunsthändlers Gillis Gillisz. van Couwenbergh (1572–1633) und der Adriana Wouters Vosmaer geboren; er war damit Enkel des Silber- und Goldschmiedes Wouter Vosmaer, sein Onkel war der Goldschmied Jacob Vosmaer (ca. 1584–1641). Er zählt zu den holländischen Caravaggisten. Er ist beeinflusst von Gerard van Honthorst (1592–1656) und Dirk van Baburen (1595–1624). 1627 wurde Couwenbergh in die Delfter Gilde aufgenommen. Am 6. Juli 1630 heiratete er Elisabeth van der Dussen, eine Tochter des Delfter Bürgermeisters Dirck van Dussen, was für den hohen sozialen Status des Malers spricht. Es wurden in den Folgejahren sieben Kinder geboren, die in den Delfter Taufregistern verzeichnet sind. 1638 erhielt Couwenberg seinen ersten nachweisbaren Auftrag von den Oraniern. Für eine heute verschollene Diana, die für den Speisesaal in Schloss Honselaersdijk bestimmt war, erhielt er den ungewöhnlich hohen Betrag von 800 Gulden. Weitere gut dotierte Aufträge für den Hof folgten 1642, 1643, 1647 und schließlich 1651, als man ihn an der Ausschmückung des Oranjezaal im Huis ten Bosch im Haag mit heranzog.

### Wirken in Den Haag
Bereits 1647 war Couwenbergh nach Den Haag übersiedelt, wo man ihn sofort als Meister in die Gilde aufgenommen hatte.
Die Arbeit Bild eines lachenden Heringessers aus dem Jahr 1655 entstand wohl noch in Den Haag.

### Kölner Jahre und Spätwerk
Um 1656 übersiedelte Couwenbergh nach Köln, wo er noch etwa elf Jahre tätig war, bevor er dort am 4. Juli 1667 verstarb. Die Ursachen für den Wechsel nach Köln sind heute unklar, insbesondere da er für den Umzug ein auf den 16. Januar 1656 datiertes Attestat der beiden Haager Bürgermeister erhielt, das ihm Schuldenfreiheit und Ehrbarkeit bescheinigte.
In seine Kölner Jahre, die Wolfgang Maier-Preusker zu seinem Spätwerk zählt, sind seine Wohnstätte, sein Freundeskreis und mögliche Auftraggeber noch unbekannt.  In Köln entstanden die alttestamentlichen Historien Susanna im Bade und die beiden Alten von 1656 sowie Joseph und das Weib des Potiphar von 1657. Er fertigte auch die Bordellszene Trinkender Kavalier mit Kurtisane und Kupplerin von 1657, wohl eine Auseinandersetzung mit Utrechter Vorbildern, sowie die Küchenszene mit einer Magd, einem Jäger und einem Burschen von 1659. In Köln fertigte er 1658 zwei Kinderporträts und zwar der beiden Kinder Catharina Lucia von Kreps und Herwin von Kreps. Für die 1660er Jahre sind keine Werke überliefert.
Wolfgang Maier-Preusker urteilt über die Kölner Jahre des Künstlers: „Keines der erwähnten Gemälde läßt erkennen, daß der 52jährige Maler nach seiner Ankunft in Köln mit neuen Impulsen gearbeitet hätte. […] So bietet diese Phase des ausgewanderten Delfter Künstlers vorläufig ein Bild der Ermattung, bis neue Funde unsere Vorstellung korrigieren“.

## Bedeutung
Es gilt heute als gesichert, dass Jan Vermeer sich an Werkkompositionen von Couwenbergh orientierte. Zu den Hauptwerken zählen Bacchus und Ceres von 1626 (früher Landesmuseum Bonn als Leihgabe aus einer Privatsammlung in Wien), Christus im Haus von Maria und Martha von 1629 (Museum Nantes), Auffindung des Mosesknaben um 1640 (Museum Brüssel), Samson von 1630 (Museum Dordrecht), Der fröhliche Musikant von 1642 (Privatbesitz) und das Gegenstück zu diesem Gemälde Frau mit Früchtekorb (Leihgabe der Bundesrepublik Deutschland) im Universitätsmuseum Göttingen.

## Signatur
Couwenbergh signierte seine Bilder mit dem Monogramm CBF, was C(ouwen) B(ergh) F(ecit) bedeutet und seine Identifizierung als Urheber seiner Werke erschwerte, so dass sein Name auch unter Kunsthistorikerinnen und Kunsthistorikern lange Zeit vergessen war. So äußerte Heinrich Wichmann noch 1925: „Couwenberg ist ein Delfter Künstler, der bisher wenig von der Forschung beachtet worden ist und von dem heute noch kein bezeichnetes Gemälde in Sammlungen nachweisbar ist“.

## Werkkatalog
Ein kritischer Katalog der Gemälde mit anerkannten Werken (Werknummern A1 bis A61), mit aus dem Werk des Malers ausgeschiedenen Werken (Werknummern B1 bis B49) und Werken, die nur aus literarischen Quellen bekannt sind und deren Zuschreibung zum Künstler somit nicht geprüft werden kann (Werknummern C1 bis C57), hat der Kunsthistoriker Wolfgang C. Maier-Preusker 1991 vorgelegt:
| Werknummer | Reproduktion | Titel                                                                                      | Jahr         | Material             | Abmessungen                                                             | Verbleib                              |
| ---------- | --- | ------------------------------------------------------------------------------------------ | ------------ | -------------------- | ----------------------------------------------------------------------- | ------------------------------------- |
| A 1        | | Jezabel wird von Hunden zerrissen                                                          | um 1640      | Bildträger unbekannt | Maße unbekannt                                                          | Verschollen                           |
| A 2        | Reproduktion des Gemäldes 'Joseph und das Weib des Potiphar' | Joseph und das Weib des Potiphar                                                           | 1626         | Öl auf Leinwand      | 120,0 × 137,0 cm                                                        |                                       |
| A 3        | Bild gesucht Die Wikipedia wünscht sich an dieser Stelle ein Bild. Weitere Infos zum Motiv findest du vielleicht auf der Diskussionsseite . Falls du dabei helfen möchtest, erklärt die Anleitung , wie das geht.        | Joseph und das Weib des Potiphar, 1657, zuletzt Brod London                                |              |                      |                                                                         |                                       |
| A 4        | Bild gesucht Die Wikipedia wünscht sich an dieser Stelle ein Bild. Weitere Infos zum Motiv findest du vielleicht auf der Diskussionsseite . Falls du dabei helfen möchtest, erklärt die Anleitung , wie das geht.        | Die Auffindung des Mosesknaben, Museum Brüssel                                             |              |                      |                                                                         |                                       |
| A 5        | Bild gesucht Die Wikipedia wünscht sich an dieser Stelle ein Bild. Weitere Infos zum Motiv findest du vielleicht auf der Diskussionsseite . Falls du dabei helfen möchtest, erklärt die Anleitung , wie das geht.        | Die Auffindung des Mosesknaben, zuletzt Neumeister Münchener Kunstauktionshaus 1974        |              |                      |                                                                         |                                       |
| A 6        | Bild gesucht Die Wikipedia wünscht sich an dieser Stelle ein Bild. Weitere Infos zum Motiv findest du vielleicht auf der Diskussionsseite . Falls du dabei helfen möchtest, erklärt die Anleitung , wie das geht.        | Semiramis lässt ihren Ehemann töten                                                        |              |                      |                                                                         | verschollen                           |
| A 7        | Bild gesucht Die Wikipedia wünscht sich an dieser Stelle ein Bild. Weitere Infos zum Motiv findest du vielleicht auf der Diskussionsseite . Falls du dabei helfen möchtest, erklärt die Anleitung , wie das geht.        | Susanna im Bade, 1656 Privatsammlung Deutschland                                           |              |                      |                                                                         |                                       |
| A 8        | Reproduktion des Gemäldes 'Samson und Dalia' | Samson und Dalia                                                                           | 1630         | Öl auf Leinwand      | 156,0 × 196,0 cm                                                        | Stadthaus von Dordrecht               |
| A 9        | Bild gesucht Die Wikipedia wünscht sich an dieser Stelle ein Bild. Weitere Infos zum Motiv findest du vielleicht auf der Diskussionsseite . Falls du dabei helfen möchtest, erklärt die Anleitung , wie das geht.        | Jesus im Haus der Maria und Martha, 1629, Museum Nantes                                    |              |                      |                                                                         |                                       |
| A 10       | Bild gesucht Die Wikipedia wünscht sich an dieser Stelle ein Bild. Weitere Infos zum Motiv findest du vielleicht auf der Diskussionsseite . Falls du dabei helfen möchtest, erklärt die Anleitung , wie das geht.        | Der verlorene Sohn mit zwei Kurtisanen in einer Landschaft, zuletzt Christie,s 1990        |              |                      |                                                                         |                                       |
| A 11       | Bild gesucht Die Wikipedia wünscht sich an dieser Stelle ein Bild. Weitere Infos zum Motiv findest du vielleicht auf der Diskussionsseite . Falls du dabei helfen möchtest, erklärt die Anleitung , wie das geht.        | Ein Mann und zwei elegante Frauen bei der Rast im Freien, zuletzt Paris 1990               |              |                      |                                                                         |                                       |
| A 12       | Bild gesucht Die Wikipedia wünscht sich an dieser Stelle ein Bild. Weitere Infos zum Motiv findest du vielleicht auf der Diskussionsseite . Falls du dabei helfen möchtest, erklärt die Anleitung , wie das geht.        | Hl. Elisabeth mit einem Bettler, 1640, Utrecht                                             |              |                      |                                                                         |                                       |
| A 13       | Bild gesucht Die Wikipedia wünscht sich an dieser Stelle ein Bild. Weitere Infos zum Motiv findest du vielleicht auf der Diskussionsseite . Falls du dabei helfen möchtest, erklärt die Anleitung , wie das geht. [ 13 ] | Bacchanal (Bacchus und Ceres)                                                              | 1626         | Öl auf Leinwand      | 157,5 × 204,8 cm                                                        | LVR-Landesmuseum Bonn                 |
| A 14       | Bild gesucht Die Wikipedia wünscht sich an dieser Stelle ein Bild. Weitere Infos zum Motiv findest du vielleicht auf der Diskussionsseite . Falls du dabei helfen möchtest, erklärt die Anleitung , wie das geht.        | Bacchus, Venus und Ceres, zuletzt Sotheby,s MC, 1986                                       |              |                      |                                                                         |                                       |
| A 15       | Bild gesucht Die Wikipedia wünscht sich an dieser Stelle ein Bild. Weitere Infos zum Motiv findest du vielleicht auf der Diskussionsseite . Falls du dabei helfen möchtest, erklärt die Anleitung , wie das geht.        | Bacchus, Venus, Cupido und Ceres, zuletzt Sammlung Delacre                                 |              |                      |                                                                         |                                       |
| A 16       | Bild gesucht Die Wikipedia wünscht sich an dieser Stelle ein Bild. Weitere Infos zum Motiv findest du vielleicht auf der Diskussionsseite . Falls du dabei helfen möchtest, erklärt die Anleitung , wie das geht.        | Diana mit Nymphen bei der Bergung der Jagdbeute, 1653, Privatsammlung Wien                 |              |                      |                                                                         |                                       |
| A 17       | Bild gesucht Die Wikipedia wünscht sich an dieser Stelle ein Bild. Weitere Infos zum Motiv findest du vielleicht auf der Diskussionsseite . Falls du dabei helfen möchtest, erklärt die Anleitung , wie das geht.        | Diana mit ihren Jagdfalken und Gefährten                                                   |              |                      |                                                                         |                                       |
| A 18       | Bild gesucht Die Wikipedia wünscht sich an dieser Stelle ein Bild. Weitere Infos zum Motiv findest du vielleicht auf der Diskussionsseite . Falls du dabei helfen möchtest, erklärt die Anleitung , wie das geht.        | Diana bei der Rast, zuletzt Sammlung Hurlingham                                            |              |                      |                                                                         |                                       |
| A 19       | Bild gesucht Die Wikipedia wünscht sich an dieser Stelle ein Bild. Weitere Infos zum Motiv findest du vielleicht auf der Diskussionsseite . Falls du dabei helfen möchtest, erklärt die Anleitung , wie das geht.        | Diana und ihre Nymphen, zuletzt Tajan Paris 1992                                           |              |                      |                                                                         |                                       |
| A 20       | Bild gesucht Die Wikipedia wünscht sich an dieser Stelle ein Bild. Weitere Infos zum Motiv findest du vielleicht auf der Diskussionsseite . Falls du dabei helfen möchtest, erklärt die Anleitung , wie das geht.        | Ixion versucht das Trugbild der Juno zu umarmen, 1640, Louvre Paris                        |              |                      |                                                                         |                                       |
| A 21       | Reproduktion des Gemäldes 'Pomona' | Pomona                                                                                     | 1642         | Öl auf Leinwand      | 107,5 × 93,0 cm                                                         | Forum Wissen, Göttingen               |
| A 22       | [ 20 ] Bild gesucht Die Wikipedia wünscht sich an dieser Stelle ein Bild. Weitere Infos zum Motiv findest du vielleicht auf der Diskussionsseite . Falls du dabei helfen möchtest, erklärt die Anleitung , wie das geht. | Rinaldo und Armida                                                                         | 1644         | Öl auf Leinwand      | 200,0 × 187,0 cm                                                        | Szépművészeti Múzeum, Budapest        |
| A 23       | Reproduktion des Gemäldes 'Venus und Adonis' | Venus und Adonis, zuletzt Christie,s 1990                                                  |              |                      |                                                                         |                                       |
| A 24       | Bild gesucht Die Wikipedia wünscht sich an dieser Stelle ein Bild. Weitere Infos zum Motiv findest du vielleicht auf der Diskussionsseite . Falls du dabei helfen möchtest, erklärt die Anleitung , wie das geht.        | Cloelia flüchtet über den Tiber                                                            |              |                      |                                                                         | verschollen                           |
| A 25       | Bild gesucht Die Wikipedia wünscht sich an dieser Stelle ein Bild. Weitere Infos zum Motiv findest du vielleicht auf der Diskussionsseite . Falls du dabei helfen möchtest, erklärt die Anleitung , wie das geht.        | Croesus auf dem Scheiterhaufen, 1644, Privatsammlung                                       |              |                      |                                                                         |                                       |
| A 26       | Bild gesucht Die Wikipedia wünscht sich an dieser Stelle ein Bild. Weitere Infos zum Motiv findest du vielleicht auf der Diskussionsseite . Falls du dabei helfen möchtest, erklärt die Anleitung , wie das geht.        | Cimon und Pero                                                                             | 1634         | Öl auf Leinwand      | 122,0 × 142,0 cm                                                        | Eremitage (Sankt Petersburg)          |
| A 27       | Reproduktion des Gemäldes 'Cimon und Pero' | Cimon und Pero                                                                             | 1639         | Öl auf Holz          | 61,0 × 46,7 cm                                                          | Staatliche Kunsthalle Karlsruhe       |
| A 28       | Bild gesucht Die Wikipedia wünscht sich an dieser Stelle ein Bild. Weitere Infos zum Motiv findest du vielleicht auf der Diskussionsseite . Falls du dabei helfen möchtest, erklärt die Anleitung , wie das geht.        | Allegorie des Friedens, Eremitage Leningrad                                                |              |                      |                                                                         |                                       |
| A 29       | Reproduktion des Gemäldes 'Pallas Athene und Herkules öffnen die Türen für den Ruhm' | Pallas Athene und Herkules öffnen die Türen für den Ruhm, 1651, Huis ten Bosch             |              |                      |                                                                         |                                       |
| A 30       | Bild gesucht Die Wikipedia wünscht sich an dieser Stelle ein Bild. Weitere Infos zum Motiv findest du vielleicht auf der Diskussionsseite . Falls du dabei helfen möchtest, erklärt die Anleitung , wie das geht.        | Allegorie der Caritas, zuletzt Finarte Rom 1989                                            |              |                      |                                                                         |                                       |
| A 31       | Bild gesucht Die Wikipedia wünscht sich an dieser Stelle ein Bild. Weitere Infos zum Motiv findest du vielleicht auf der Diskussionsseite . Falls du dabei helfen möchtest, erklärt die Anleitung , wie das geht.        | Allegorie der Vergänglichkeit des Reichtums                                                |              |                      |                                                                         | verschollen                           |
| A 32       | Bild gesucht Die Wikipedia wünscht sich an dieser Stelle ein Bild. Weitere Infos zum Motiv findest du vielleicht auf der Diskussionsseite . Falls du dabei helfen möchtest, erklärt die Anleitung , wie das geht.        | Allegorie der Fruchtbarkeit des Meeres, zuletzt Slg. Leonhard 1938                         |              |                      |                                                                         |                                       |
| A 33       | Reproduktion des Gemäldes Allegorie des Geschmacks | Allegorie des Geschmacks, Traubenpressende Nymphe und Satyr aus einer Folge der fünf Sinne | um 1626–1628 | Öl auf Holz          | 89,0 × 72,5 cm                                                          | Privatbesitz                          |
| A 34       | Bild gesucht Die Wikipedia wünscht sich an dieser Stelle ein Bild. Weitere Infos zum Motiv findest du vielleicht auf der Diskussionsseite . Falls du dabei helfen möchtest, erklärt die Anleitung , wie das geht.        | Allegorie des Gefühls, Privatbesitz                                                        |              |                      |                                                                         |                                       |
| A 35       | Bild gesucht Die Wikipedia wünscht sich an dieser Stelle ein Bild. Weitere Infos zum Motiv findest du vielleicht auf der Diskussionsseite . Falls du dabei helfen möchtest, erklärt die Anleitung , wie das geht.        | Allegorie des Gehörs, Privatbesitz                                                         |              |                      |                                                                         |                                       |
| A 36       | Bild gesucht Die Wikipedia wünscht sich an dieser Stelle ein Bild. Weitere Infos zum Motiv findest du vielleicht auf der Diskussionsseite . Falls du dabei helfen möchtest, erklärt die Anleitung , wie das geht.        | Allegorie des Geruchs, Privatbesitz                                                        |              |                      |                                                                         |                                       |
| A 37       | Bild gesucht Die Wikipedia wünscht sich an dieser Stelle ein Bild. Weitere Infos zum Motiv findest du vielleicht auf der Diskussionsseite . Falls du dabei helfen möchtest, erklärt die Anleitung , wie das geht.        | Familiengruppe mit 11 Personen, 1642. In Einzelteile zerschnitten                          |              |                      |                                                                         |                                       |
| A 38       | Bild gesucht Die Wikipedia wünscht sich an dieser Stelle ein Bild. Weitere Infos zum Motiv findest du vielleicht auf der Diskussionsseite . Falls du dabei helfen möchtest, erklärt die Anleitung , wie das geht.        | Familiengruppe mit neuen Personen                                                          | o. J.        | Öl auf Leinwand      | 115,0 × 278,0 cm                                                        | Musée Marmottan Monet, Paris          |
| A 39       | Reproduktion des Gemäldes Familiengruppe mit vier Porträts bei der Rast an einem Brunnen | Familiengruppe mit vier Porträts bei der Rast an einem Brunnen                             | 1642         | Öl auf Leinwand      | 194,0 × 185,0 cm                                                        | Museum Mayer van den Bergh, Antwerpen |
| A 40       | Bild gesucht Die Wikipedia wünscht sich an dieser Stelle ein Bild. Weitere Infos zum Motiv findest du vielleicht auf der Diskussionsseite . Falls du dabei helfen möchtest, erklärt die Anleitung , wie das geht.        | Familiengruppe mit Jagdbeute                                                               | 1644         | Öl auf Leinwand      | 140,0 × 170,0 cm                                                        | Musée des Beaux-Arts de Tours         |
| A 41       | Catharina Lucia von Kreps im Alter von 5 Jahren. Tochter des Kölner Bürgermeisters Maximilian von Kreps | Catharina Lucia von Kreps                                                                  | 1658         | Öl auf Leinwand      | 111,0 × 91,0 cm                                                         | Wallraf-Richartz-Museum, Köln         |
| A 42       | Herwin von Kreps im Alter von 3 Jahren. Sohn des Kölner Bürgermeisters Maximilian von Kreps | Herwin von Kreps                                                                           | 1658         | Öl auf Leinwand      | 112,0 × 91,0 cm                                                         | Wallraf-Richartz-Museum, Köln         |
| A 43       | Bild gesucht Die Wikipedia wünscht sich an dieser Stelle ein Bild. Weitere Infos zum Motiv findest du vielleicht auf der Diskussionsseite . Falls du dabei helfen möchtest, erklärt die Anleitung , wie das geht.        | Ein fröhlicher Trinker, 1627, Privatsammlung                                               |              |                      |                                                                         |                                       |
| A 44       | Bild gesucht Die Wikipedia wünscht sich an dieser Stelle ein Bild. Weitere Infos zum Motiv findest du vielleicht auf der Diskussionsseite . Falls du dabei helfen möchtest, erklärt die Anleitung , wie das geht.        | Lustiger Geselle, 1627, Privatsammlung                                                     |              |                      |                                                                         |                                       |
| A 45       | Bild gesucht Die Wikipedia wünscht sich an dieser Stelle ein Bild. Weitere Infos zum Motiv findest du vielleicht auf der Diskussionsseite . Falls du dabei helfen möchtest, erklärt die Anleitung , wie das geht.        | Fröhlicher Trinker, zuletzt Antwerpen 1935                                                 |              |                      |                                                                         |                                       |
| A 46       | Bild gesucht Die Wikipedia wünscht sich an dieser Stelle ein Bild. Weitere Infos zum Motiv findest du vielleicht auf der Diskussionsseite . Falls du dabei helfen möchtest, erklärt die Anleitung , wie das geht.        | Musikant mit Theorbe, Privatsammlung                                                       |              |                      |                                                                         |                                       |
| A 47       | Bild gesucht Die Wikipedia wünscht sich an dieser Stelle ein Bild. Weitere Infos zum Motiv findest du vielleicht auf der Diskussionsseite . Falls du dabei helfen möchtest, erklärt die Anleitung , wie das geht.        | Junger Trinker mit Römerglas, zuletzt Frankfurt 1943                                       |              |                      |                                                                         |                                       |
| A 48       | Bild gesucht Die Wikipedia wünscht sich an dieser Stelle ein Bild. Weitere Infos zum Motiv findest du vielleicht auf der Diskussionsseite . Falls du dabei helfen möchtest, erklärt die Anleitung , wie das geht.        | Heringesser mit Bierkrug, zuletzt Kunsthandel als Honthorst                                |              |                      |                                                                         |                                       |
| A 49       | Bild gesucht Die Wikipedia wünscht sich an dieser Stelle ein Bild. Weitere Infos zum Motiv findest du vielleicht auf der Diskussionsseite . Falls du dabei helfen möchtest, erklärt die Anleitung , wie das geht.        | Der fröhliche Musikant, 1642, Gegenstück zu Nr. A-21, Privatsammlung                       |              |                      |                                                                         |                                       |
| A 50       | Bild gesucht Die Wikipedia wünscht sich an dieser Stelle ein Bild. Weitere Infos zum Motiv findest du vielleicht auf der Diskussionsseite . Falls du dabei helfen möchtest, erklärt die Anleitung , wie das geht. [ 42 ] | Junge Dirne mit Münzen, im Hintergrund ein schlafender Mann                                | um 1650      | Öl auf Leinwand      | Maße unbekannt                                                          | Universalmuseum Joanneum, Graz        |
| A 51       | Reproduktion des Gemäldes 'Der Hornblasende Bäcker' | Der hornblasende Bäcker                                                                    | 1650         | Öl auf Leinwand      | 118,6 × 98,9 cm                                                         | Museum Mayer van den Bergh            |
| A 52       | Bild gesucht Die Wikipedia wünscht sich an dieser Stelle ein Bild. Weitere Infos zum Motiv findest du vielleicht auf der Diskussionsseite . Falls du dabei helfen möchtest, erklärt die Anleitung , wie das geht.        | Der Muschelverkäufer, 1654, Privatbesitz                                                   |              |                      |                                                                         |                                       |
| A 53       | Reproduktion des Gemäldes 'Der Heringesser' | Der Heringesser                                                                            | 1655         | Öl auf Leinwand      | 77,5 × 58,5 cm bzw. nach Anstückung oben und links jetzt 79,8 × 64,0 cm | LVR-Landesmuseum Bonn                 |
| A 54       | Bild gesucht Die Wikipedia wünscht sich an dieser Stelle ein Bild. Weitere Infos zum Motiv findest du vielleicht auf der Diskussionsseite . Falls du dabei helfen möchtest, erklärt die Anleitung , wie das geht.        | Bordellszene mit zwei Männern und einer Frau, 1626, Privatsammlung                         |              |                      |                                                                         |                                       |
| A 55       | Bild gesucht Die Wikipedia wünscht sich an dieser Stelle ein Bild. Weitere Infos zum Motiv findest du vielleicht auf der Diskussionsseite . Falls du dabei helfen möchtest, erklärt die Anleitung , wie das geht.        | Streit beim Kartenspiel, 1627, Privatsammlung                                              |              |                      |                                                                         |                                       |
| A 56       | Bild gesucht Die Wikipedia wünscht sich an dieser Stelle ein Bild. Weitere Infos zum Motiv findest du vielleicht auf der Diskussionsseite . Falls du dabei helfen möchtest, erklärt die Anleitung , wie das geht.        | Bordellszene, Privatbesitz                                                                 |              |                      |                                                                         |                                       |
| A 57       | Bild gesucht Die Wikipedia wünscht sich an dieser Stelle ein Bild. Weitere Infos zum Motiv findest du vielleicht auf der Diskussionsseite . Falls du dabei helfen möchtest, erklärt die Anleitung , wie das geht.        | Die Tric-Trac-Spieler, 1630, Privatsammlung                                                |              |                      |                                                                         |                                       |
| A 58       | Bild gesucht Die Wikipedia wünscht sich an dieser Stelle ein Bild. Weitere Infos zum Motiv findest du vielleicht auf der Diskussionsseite . Falls du dabei helfen möchtest, erklärt die Anleitung , wie das geht.        | Kavalier, Kurtisane und Kupplerin, 1657, Privatsammlung                                    |              |                      |                                                                         |                                       |
| A 59       | Bild gesucht Die Wikipedia wünscht sich an dieser Stelle ein Bild. Weitere Infos zum Motiv findest du vielleicht auf der Diskussionsseite . Falls du dabei helfen möchtest, erklärt die Anleitung , wie das geht.        | Küchenszene mit Magd, Jäger und Bursche, 1659, Privatsammlung                              |              |                      |                                                                         |                                       |
| A 60       | Reproduktion des Gemäldes 'Die Mohrenwäsche' | Die Mohrenwäsche                                                                           | 1632         | Öl auf Leinwand      | 104,0 × 127,0 cm                                                        | Musée des Beaux-Arts de Strasbourg    |
| A 61       | Bild gesucht Die Wikipedia wünscht sich an dieser Stelle ein Bild. Weitere Infos zum Motiv findest du vielleicht auf der Diskussionsseite . Falls du dabei helfen möchtest, erklärt die Anleitung , wie das geht.        | Herolde mit Spolien, Siegeszeichen, Wappentafeln, 1651, Huis ten Bosch                     |              |                      |                                                                         |                                       |

- N- 1 Musizierendes Paar, ehemals Asenbaum Wien (bisher Maier-Preusker B-24)
- N- 2 Gruppe, Düsseldorf (bisher nicht im Werkkatalog aufgeführt)
- C- 8 Bacchus. Das verschollene Gemälde befindet sich in einer Privatsammlung
- C-43 Zwei junge Frauen und ein Mann mit einem Römerglas in der Hand.

Das Gemälde ist identisch mit meiner Werknummer C-45 und befindet sich in einer Priv. Sammlung
- B Die im Werkkatalog (1991)unter B-1 bis B-49 aufgeführten Werke sind bis auf B-24 abgeschrieben
- C Die unter Teil C im Werkkatalog von 1991 aufgeführten Werke sind nur aus literarischen Quellen bekannt und können erst nach Vorlage des Originals beurteilt werden.

Eine Neubearbeitung des Oeuvre-Kataloges von 1991 ist in Vorbereitung.